# Mahmoud El-Khatib
Mahmoud El-Khatib (àrab: محمود الخطيب, Maḥmūd al-Ḫaṭīb; governació d'Al-Daqahliyah, 30 d'octubre 1954), conegut popularment com a Bibo, fou un futbolista egipci.
La seva trajectòria esportiva transcorregué completament al club Al-Ahly entre els anys 1972 i 1988 (marcant 108 gols en lliga) i a la selecció d'Egipte entre 1974 i 1986 (on marcà 27 gols). En el seu palmarès hi ha deu lligues egípcies, vuit copes, tres recopes africanes i dues lligues de Campions del continent. També guanyà la Copa d'Àfrica de Nacions 1986 amb la selecció. Fou escollit cinc cops millor futbolista egipci de l'any. Guanyà la Pilota d'Or africana l'any 1983. L'any 2007 fou escollit segon millor jugador africà dels darrers 50 anys de la CAF.